# 堀絢子
堀 絢子（ほり じゅんこ、1935年2月2日 - 2024年11月18日）は、日本の声優、舞台女優。ぷろだくしょんバオバブ最終所属。

## 経歴
旧満洲国の奉天市（現・瀋陽市）に生まれる。父は医師で、のちには山口県下関市で開業医を営んでいた。父は1945年6月に徴用を受けて広島市の第5師団で軍医となったが、広島市への原子爆弾投下に遭遇して被爆、三次市に運ばれたのち、妻（堀の母）の到着後に40歳で亡くなった。自身に父の記憶はあまりなく、母が涙とともに話すのを何度も聞いて育ち「生き残された私が何かしなければ」という思いを持ったと述べている。母は広島出身だった。
少女時代に、高橋和枝がラジオ番組で様々な人物の声を演じ分けるのを聞いて役者に憧れる。母親から反対されたため隠れて児童劇団に入り、アルバイトで俳優の勉強に必要な資金を自弁した。進学も医学薬学系でなければ不可という母の意向に対し、理系科目が不得意だったことからこれも学資を自分で貯めて青山学院大学文学部に進学する。
青山学院大学文学部英文科を卒業。土の会、劇団どらま座、フリーを経て、ぷろだくしょんバオバブ所属となった。
堀によると、最初の声の仕事はラジオ東京（現・TBSラジオ）の「マチネ劇場」という朗読劇だったという。その後、吹き替えやCMソングなど持ち込まれる仕事を断らずに引き受けたことから「便利な役者」として「かわいがって頂きました」と述べている。
原爆で死亡した父への思いから、山本真理子原作の『広島の母たち』（岩崎書店）を題材とした舞台『朝ちゃん』（一人芝居、一人五役）を1989年より公演していた。これは、被爆して死ぬ少女「朝ちゃん」を主役とした反戦劇である。「反戦＝半千」という意味で、500回の公演を目指していた。この役作りのため、堀は2015年時点でも頭髪をおかっぱにしていた。最終的な上演回数は291回で、死去日の4日後に292回目が予定されていたという。
2017年、第11回声優アワード・功労賞を受賞した。
2024年11月18日、老衰のため死去。同月22日には両国のシアターXで朗読劇を行う予定であり、ソファーでその台本を見ている最中に息を引き取ったという。89歳没。

## 人物
資格は普通自動車免許。特技は三味線、歌唱、琴、茶道（裏）、生け花。趣味は歩くこと、自転車。方言は広島弁。
鼻にかかったような印象的な声質で、数多くの作品の重要な役柄を担当している。赤ちゃんから老婆役まで幅広くこなしているが、特に元気な少年役を得意としている。
藤子不二雄（藤子・F・不二雄、藤子不二雄A）原作の作品にも数多く出演しており、『新オバケのQ太郎』、『忍者ハットリくん』、『チンプイ』の3作品では、主役を務めた。
演じた役の中で、『ムーミン』のミイは「自己主張がはっきりしていてハツラツとしたかわいらしさがあって、今でも大好き」だと話している。
『快進撃TVうたえモン』・『笑っていいとも!』・『INsideOUT』や、舞台『朝ちゃん』関連（広島県のテレビ局の報道取材）などの女優・タレント活動では顔出し出演をした。『INsideOUT』における顔出しテレビ出演は、戦争特集のため、主役の朝ちゃんが着るセーラー服姿で登場した。
一方、アニメ声優関連としての顔出し出演は「キャラクターのイメージを壊す」という理由で断っていた。テレビ朝日のバラエティ番組『大胆MAP』でも1回目の交渉ではテレビ出演を拒否し、写真公開のみになった。その後、2回目の交渉で「見てみたい声優第1位」にランクインしタカアンドトシがやってきた際も出演を拒んだが、タカが土下座をしたりするなどの粘り強さに根負けし、顔出し出演することとなった。このとき3人で『忍者ハットリくん』の主題歌を歌い「テレビ初出演」と表記されたが、実際は『朝ちゃん』関連の取材のほか、1994年に『笑っていいとも』にも出演し、ハットリくんとウッディーの声を披露している。その後、2011年11月12日に放送された『お願い!ランキング』の「全声優に聞いたすごい声優」に顔出し出演し、ハットリくんと『ムーミン』のミイの声を披露した。

## 家族
母方の伯父は東京国立博物館技官・共立女子大学教授・日本美術史家の奥平英雄、叔父に日本弦楽指導者協会理事・広島支部長であったバイオリン教師の奥平弘和、従兄に東京国立博物館技官・早稲田大学教授・日本美術史家の村重寧。

## 出演
太字はメインキャラクター。

### テレビアニメ
1965年
- 狼少年ケン

1966年
- おそ松くん
- 鉄腕アトム (アニメ第1作)

1967年
- 黄金バット（ミュータント）
- パーマン（三重ハル三）
- マッハGoGoGo（1967年 - 1968年、三船くりお / クリ坊）
- リボンの騎士（チビ）
- レインボー戦隊ロビン（プレーボ）

1968年
- 怪物くん（第1作）（キザオ、ベム〈初代〉、ポッポ・ジョーロ、雪こぞう）
- 巨人の星（1968年 - 1971年）
- サイボーグ009
- 佐武と市捕物控（千松）
- わんぱく探偵団（チビちん）

1969年
- ウメ星デンカ
- 忍風カムイ外伝（タケ）
- ひみつのアッコちゃん（1969年版）（ガンモ〈初代〉、ゴマ〈2代目〉、勇）
- ムーミン（1969年 - 1972年、ミイ） - 2シリーズ
- もーれつア太郎（トト子、カン吉）

1970年
- 男どアホウ甲子園（藤村球三）

1971年
- カバトット（1971年 - 1972年、トット〈2代目〉）
- 新オバケのQ太郎（1971年 - 1972年、Q太郎）
- 珍豪ムチャ兵衛
- 天才バカボン（1971年 - 1972年）
- ふしぎなメルモ（ナナメ〈初代〉）

1972年
- 国松さまのお通りだい（松吉）
- さるとびエッちゃん

1973年
- 空手バカ一代（1973年 - 1974年）
- ジャングル黒べえ（オカラ、ガック〈初代〉）
- ど根性ガエル（1973年 - 1974年）
- ドラえもん（日本テレビ版）（ガチャ子）
- ワンサくん（ゴンベ）

1974年
- 昆虫物語 新みなしごハッチ（テンテン）

1975年
- アラビアンナイト シンドバットの冒険（タバサ）
- ガンバの冒険（イカサマ）

1976年
- ポールのミラクル大作戦（九官鳥の子供）
- 妖怪伝 猫目小僧（猫目小僧）
- リトル・ルルとちっちゃい仲間（アニー）

1977年
- 超電磁マシーン ボルテスV（1977年 - 1978年、タッコ）

1978年
- 女王陛下のプティアンジェ（チャンドラ）
- ピンクレディー物語 栄光の天使たち（ケイ）
- ルパン三世（第2作）

1979年
- 赤毛のアン（ジョーシー・パイ）

1980年
- あしたのジョー2（1980年 - 1981年、キノコ）

1981年
- 怪物くん（第2作）（クロー婆や）
- 新・ど根性ガエル（1981年 - 1982年、五郎）
- 鉄腕アトム (アニメ第2作)（ピノコ）
- 忍者ハットリくん（1981年 - 1987年、ハットリ カンゾウ(ハットリくん)）

1982年
- おはよう!スパンク
- ゲームセンターあらし（石野とんがらし）
- 太陽の子エステバン（タオ）
- パタリロ!（αランダム 他）

1983年
- タイムスリップ10000年プライム・ローズ（文烈）

1984年
- とんがり帽子のメモル（ミッシェル）

1987年
- シティーハンター（千寿院）

1988年
- ウルトラB（ハットリくん）

1989年
- 美味しんぼ（栗田たま代）
- チンプイ（1989年 - 1991年、チンプイ）
- パラソルヘンべえ（万丸子）
- ビリ犬なんでも商会（おばあさん）

1991年
- それいけ!アンパンマン（うめぼしばあや〈初代〉）

1992年
- ママは小学4年生（おぎん）

1995年
- 新機動戦記ガンダムW（竜紫鈴）

1996年
- ガンバリスト!駿（おばあちゃん）

1997年
- ドラえもん（テレビ朝日版第1期）（スネ夫のひいお婆ちゃん）

1998年
- クレヨンしんちゃん（桜子）

1999年
- ゴクドーくん漫遊記（占いバーサン）
- 週刊ストーリーランド（1999年 - 2001年、謎の老婆）
- 名探偵コナン（1999年 - 2014年、宗田光江、須藤昌代、山村ミサエ、須田泉）

2001年
- 神鵰侠侶 コンドルヒーロー（孫ばあや）

2002年
- 東京ミュウミュウ（みんとの婆や）

2003年
- シンデレラボーイ（ドロシー・小津）
- 高橋留美子劇場（筧ひろし）
- 高橋留美子劇場 人魚の森（長老）

2006年
- 焼跡の、お菓子の木（太一の祖母）

2007年
- あたしンち（おカメ婆ちゃん）
- 風の少女エミリー（トムおばさん）
- デルトラクエスト（老婆）
- スカルマン（宇佐神の母）

2012年
- ドラえもん（テレビ朝日版第2期）（おばあさん〈ヒカル・コシダ〉）

2013年
- 超速変形ジャイロゼッター（売り場のお婆さん）

2014年
- ハピネスチャージプリキュア!（三ツ谷のぶこ）

2016年
- がんがんがんこちゃん（ピロくん）

### 劇場アニメ
1960年代
- おとぎの世界旅行（1962年）
- わんわん忠臣蔵（1963年、ロック）
- ガリバーの宇宙旅行（1965年、ノラ犬マック）
- ジャングル大帝（1966年）
- 太陽の王子 ホルスの大冒険（1968年、ポトム、フレップ）

1980年代
- まことちゃん（1980年、モン太）
- あしたのジョー2（1981年）
- ユニコ（1981年、悪魔くん）
- 新・ど根性ガエル ど根性・夢枕（1982年、五郎）
- 忍者ハットリくん ニンニン忍法絵日記の巻（1982年、ハットリ カンゾウく(ハットリくん)）
- 忍者ハットリくん ニンニンふるさと大作戦の巻（1983年、ハットリ カンゾウ(ハットリくん)）
- 忍者ハットリくん+パーマン 超能力ウォーズ（1984年、ハットリ カンゾウ(ハットリくん)）
- 冒険者たち ガンバと7匹のなかま（1984年、イカサマ）
- 銀河鉄道の夜（1985年、ザネリ）
- 忍者ハットリくん+パーマン 忍者怪獣ジッポウVSミラクル卵（1985年、ハットリ カンゾウ(ハットリくん)）
- スーパーマリオブラザーズ ピーチ姫救出大作戦!（1986年、ジュゲム、ミスエンドレス）
- みんなあげちゃう（1987年、間宮千代）

1990年代
- チンプイ エリさま活動大写真（1990年、チンプイ）
- ハローキティのおやゆびひめ（1990年）
- ガンバとカワウソの冒険（1991年、イカサマ）
- カッパの三平（1993年、ガータロ）
- がんばれゴエモン 地球救出大作戦（1998年、サスケ）

### OVA
- ダーティペア（1987年、マイク）
- 雨降り小僧（1989年、雨ふり小僧）
- 大江戸捕物帳 ねずみ小僧（1989年、チュー吉 / ねずみ小僧）

### Webアニメ
- 亡念のザムド（2008年、天心様[57]）

### ゲーム
- がんばれゴエモン きらきら道中〜僕がダンサーになった理由〜（1995年、サスケ）
- がんばれゴエモン〜ネオ桃山幕府のおどり〜（1997年）
- がんばれゴエモン〜来るなら恋! 綾繁一家の黒い影〜（1998年）
- がんばれゴエモン〜でろでろ道中 オバケてんこ盛り〜（1998年）
- ゲゲゲの鬼太郎 異聞妖怪奇譚（2003年、砂かけ婆）
- ゲゲゲの鬼太郎 危機一髪!妖怪列島（2003年、砂かけ婆）
- ゲゲゲの鬼太郎 逆襲!妖魔大血戦（2003年、砂かけ婆）

### 吹き替え

#### 映画
- アニーよ銃をとれ（アニー）
- 雨のニューオリンズ（ウィリー・スター〈メアリー・バダム〉）※日本テレビ版（DVD収録）
- アラバマ物語（スカウト〈メアリー・バダム〉）※テレビ朝日版
- エクソシスト3（看護婦アラートン〈ナンシー・フィッシュ〉）※フジテレビ版
- 壁の中に誰かがいる（フール〈ブランドン・アダムス〉）
- がんばれ!ベアーズ（タナー・ボイル）※日本テレビ版
- がんばれ!ベアーズ 特訓中（タナー・ボイル）※日本テレビ版
- 紳士協定
- 新・13日の金曜日（レジー〈シャヴァー・ロス〉）※テレビ朝日版
- ダウト〜あるカトリック学校で〜（シスター・ヴェロニカ〈アリス・ドラモンド〉）
- チャイルド・プレイ（グッドガイ人形の声）
- ティーン・エージェント（イルザ・グラント〈リンダ・ハント〉）※VHS版
- ポルターガイスト（タンジーナ）※フジテレビ版
- マッドマックス/サンダードーム（ジェデダイアJr.）※フジテレビ版（BD収録）
- ミクロキッズ（ニック・サリンスキー〈ロバート・オリヴェリ〉）※ソフト版

#### テレビドラマ
- アーノルド坊やは人気者（アーノルド・ジャクソン〈ゲーリー・コールマン〉[58]）
- 悪魔の嵐 ※NHK版
- がんばれ!ベアーズ（レジー）
- スターゲイト SG-1（トラベル議長）
- ダーマ&グレッグ（マーシー）
- 花のスチュワーデス（マギー）
- HEY!レイモンド（マリー〈ドリス・ロバーツ〉）
- Mr.チョンボ危機乱発（シビル）

#### アニメ
- ウッドペッカー（ウッディー・ウッドペッカー）※DVD版
- 科学少年J.Q（ジョニー・クエスト）※TBS版
- キングコング（スーザン[59]）
- KND ハチャメチャ大作戦（レオナ）
- ザ・シンプソンズ（バート・シンプソン 他）
  - ザ・シンプソンズ MOVIE（バート・シンプソン）※DVD版
- スヌーピーとチャーリーブラウン（クララ）
- トータリー・スパイズ!（レノア・ボンシュラフ）
- トムとジェリー（ジェリー）
  - トムとジェリーの大冒険
  - トムとジェリー魔法の指輪
  - トムとジェリー 火星へ行く
  - トムとジェリー ワイルドスピード
  - トムとジェリーの宝島
  - トムとジェリー テイルズ
  - トムとジェリーのくるみ割り人形
  - トムとジェリー シャーロック・ホームズ
  - トムとジェリー オズの魔法使
  - トムとジェリー ロビン・フッド
  - トムとジェリー ジャックと豆の木
  - トムとジェリー ショー
  - もっと!トムとジェリー ショー [注 1]
  - トムとジェリーと迷子のドラゴン
  - トムとジェリー スパイ・クエスト
  - トムとジェリー すくえ!魔法の国オズ
  - トムとジェリー 夢のチョコレート工場
- ドラゴン水滸伝（もぐら小僧）
- 忍者ハットリくん 2012年インド制作版（ハットリ カンゾウ(ハットリくん)[60])
- Mr.インクレディブル（ホーゲンソン）
- クロカドゥー!（ケビン）
- ミッキーマウス（2代目、ディズニーぱれーど）

#### 人形劇
- スーパーカー（ジミー・ギブソン少年）
- フラグルロック

### 特撮
- 快獣ブースカ（チャメゴンの声[61]）
- がんばれ!!ロボコン（ロボメロの声）

### 人形劇
- ことばあ（ことばあ）
- こどもにんぎょう劇場「ひょう徳さま」（ひょう徳）
- ざわざわ森のがんこちゃん（ピロくん、がんこちゃんのおばあちゃん、カセイジン）
  - 新・ざわざわ森のがんこちゃん[62]
  - ざわざわえんのがんぺーちゃん[63]
- バケルノ小学校ヒュードロ組（沼野三太）
- ひょっこりひょうたん島（プリン）
- プリンプリン物語（カセイジン、ピョンコピョン、モンキッキ、デルーデルの娘、老婆）
- ヤンヤンムウくん（ムウくん〈2代目〉)

#### おかあさんといっしょ
- ダットくん（ピョン子ちゃん）
- とんちんこぼうず（子ねこ）
- とんでけブッチー（ペンチー）
- ブーフーウー（ペロちゃん、リメイク版ではウー）

### 音楽作品
- ボワジュースのうた（劇場アニメ『空飛ぶゆうれい船』挿入歌、滝口順平とのデュエット）
- しょぼしょぼするなョオイ!（1972年度古賀賞、作詞：サトウハチロー、作曲：郷伍郎。アモンレコード AMON-1001）
- NHKおかあさんといっしょ40年の300曲
- おじちゃま嘘でしょ（チャールズ・チャップリン追悼歌、牧野俊浩とのデュエット、作詞・作曲：郷伍郎）
- オバケのQ太郎（『新オバケのQ太郎』主題歌）[注 2]
- ドラマCDWジュリエット（三浦光子）
- ちいさなミィ（「1972年版ムーミン」ED「ズイヨーアンソロジー｣、｢東芝，懐かしのミュージッククリップ20 ムーミン」他所収）
- 忍者ハットリくん
- 忍者ハットリくん・全曲集
- プリンプリン物語ソングブック

### テレビ番組
- INsideOUT（2011年8月16日、BS11）
- 快進撃TVうたえモン
- 日清ちびっこのどじまん（番組マスコット「ちびっこ」の声）
- はじめてのこくご ことばあ!（ことばぁ）
- 笑っていいとも!

### ラジオ
- 東京REMIX族（ナレーション）

### CM
- 渡辺インスタントココア【ベルフーズ】
- フェザー安全剃刀（最後の「おっそりっそり〜」の部分）
- ポピー「ジャンボマシンダー・グレートマジンガー」（男の子の声）
- ミスタードーナツ『ふわふわモンブラン』（バート・シンプソンの声）
- 夕月かまぼこ（アニメキャラの声）
- 日清食品 出前一丁（最初のCMにてCMソング歌唱とナレーション。「キダ・タローのほんまにすべて」に収録）

### パチンコ・パチスロ
- CR忍者ハットリくん（ハットリカンゾウ）
- CR忍者ハットリくん 科学忍者vs忍びの術（ハットリカンゾウ）
- パチスロ 忍者ハットリくんV（ハットリカンゾウ）
- パチスロ ど根性ガエルS（五郎）

### その他コンテンツ
- 一人芝居『朝ちゃん』
- ドラえもん&チンプイ エリ様 愛のプレゼント大作戦（チンプイ）
- ドラえもん&Fキャラオールスターズ 月面レースで大ピンチ!?（チンプイ）[64]
- ドラえもん&Fキャラオールスターズ ゆめの町、Fランド（チンプイ）[65]
- 水木しげる記念館（のんのんばあの声）※館内ガイダンス音声